# George Macfarren

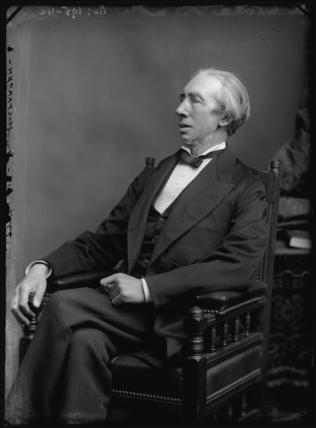
Sir George Alexander Macfarren

Sir George Alexander Macfarren (Londen, 2 maart 1813 – aldaar, 31 oktober 1887) was een Engels componist en muziektheoreticus.

## Levensloop
Macfarren was de broer van Walter Macfarren. Zijn vader was de dramaturg en librettist George Macfarren Sr., een bekende figuur in de muziekwereld van Londen, begin 19e eeuw. Macfarren Sr. was redacteur van ‘Musical World’ van ongeveer 1839 tot aan zijn dood in 1843. Zijn twee zonen George Alexander en Walter waren vooraanstaande musici.
George Macfarren wordt algemeen beschouwd als een der belangrijkste Victoriaanse componisten. Hij was leerling van Charles Lucas en ging later studeren aan de Royal Academy of Music, waar hij later docent werd. Compositie was zijn voornaamste richting, alhoewel hij ook piano en trombone studeerde. In 1834 –toen hij al leraar was aan de academie- werd zijn Vierde Symfonie in F uitgevoerd. Hij leed aan een oogkwaal, die ten slotte tot volledige blindheid leidde. In 1835 gaf hij daarom zijn laatste openbare uitvoering. Het pianospelen ging niet meer. In 1843 organiseerde hij samen met Davison een serie kamermuziekconcerten.
Als componist was Macfarren een van de weinige Britse componisten die door zijn orkestwerken op de voorgrond trad. Als leraar was hij zeer individualistisch, wat hem dikwijls in strijd bracht met anderen.

## Muziektheoreticus
Macfarren was een aanhanger van de Treatise on Harmony van Alfred Day uit 1845, een homeopathische arts die een geheel –voor die tijd- nieuwe harmonieleer schreef waarvan de opzet berustte op de theorieën van Rameau en wat nu als verouderd geldt. Macfarren moest hierdoor uiteindelijk zijn ontslag indienen aan de academie. In 1851 werd hij echter door Potter terug gehaald en zijn invloed droeg er toe bij dat een groot aantal principes van Day algemeen aanvaard werden. In 1860 publiceerde Macfarren zijn eigen Rudiments of Harmony en ontpopte hij zich als een heftig tegenstander van de Tonic-Sol-Fa-methode uit die tijd van John Curwen, een Engelse predikant en muziekpedagoog, die uitgaat van de relatieve toonnamen do, re, mi, fa, so, ti. Toonnamen die niet een absolute, naar frequentie meetbare, toonhoogte aangeven, maar die de relatie tot andere tonen aangeeft.
Macfarren’s grote kwaliteiten bezorgden hem –ondanks zijn handicap- achtereenvolgens een hoogleraarschap aan de universiteit van Cambridge (1875, als opvolger van Sterndale Bennett) en het directeurschap van de Royal Academy of Music te Londen in 1876. In 1883 werd hij door koningin Victoria geridderd.
Zijn bemoeienis met de muziekopleiding omvatte verder o.a. zijn werk als secretaris van de Händel Society vanaf 1843, waarvoor hij verschillende oratoria uitgaf; zijn werk voor de Musical Antiquarian Society waarvoor hij Dido and Aeneas van Purcell uitgaf, voor de Sacred Harmony Society, waarvoor hij o.a. analyses en programmateksten schreef. Verder sprak en schreef hij over de meest uiteenlopende muziekonderwerpen. Hij was een der eersten die belangstelling toonden voor de Britse volksliederen, waarvan hij er heel veel deed herleven en voor de Chappells Popular Music of the Olden Times (1859) opnieuw bewerkte.

## Musicus
Macfarren was een onorthodoxe musicus, wiens composities zeer verschillend in stijl waren van die van de meeste van zijn Engelse tijdgenoten. Er is in zijn muziek duidelijk invloed van Mendelssohn te bespeuren maar ook van de klassieke meesters als Beethoven en Mozart.
Macfarren was lyrisch begaafd, maar na een aantal maten van aantrekkelijke melodieuze schoonheid, verpest hij dit weer met een onverwachte dissonant, alsof hij zich schaamde om een mooi stuk muziek te schrijven. Muziek technisch zitten zijn composities goed in elkaar zoals zijn symfonieën en sonates. Maar op zijn best is hij in het miniatuur, zoals in het lied Pack, clouds, away met een obligate klarinetpartij. Ook zijn opera’s hebben mooie passages. Zijn manuscripten worden bewaard in het Fitzwilliam Museum te Cambridge.
Zijn vrouw Natalia Andrae, met wie hij in 1845 trouwde, was een Duitse mezzosopraan, die een groot gedeelte van haar leven wijdde aan het muziekonderricht en aan de vertaling van opera’s en Duitse liederen. Zij stierf op 9 april 1916.

## Werken (selectie)

### Orkestwerken
- 9 Symfonieën
- 7 Concertouvertures
- Pianoconcert
- Vioolconcert
- Fluitconcert
- Celloconcert

### Kamermuziek
- 6 strijkkwartetten
- Pianokwintet
- 2 pianotrio’s
- 2 sonates voor viool en piano
- 8 sonates voor piano

### Opera’s
- 1838: The Devil’s Opera
- 1846: Don Quixote
- 1849: Charles II
- 1860: Robin Hood
- 1863: Freya’s Gift
- 1863: Jessy Lea
- 1864: The stoops to conquer
- 1864: The Soldier’s Legacy
- 1864: Helvellyn

### Vocale werken
Cantate:
- 1856: May Day

Oratoria:
- 1873: St-John the Baptist
- 1876: The Resurrection
- 1877: Joseph
- 1883: King David